# Perdix (mythologie)
Pour les articles homonymes, voir Perdix.
Dans la mythologie grecque, Perdix (en grec ancien Πέρδιξ / Pérdix) est la sœur de Dédale et la mère de Talos. Elle confie son fils comme apprenti à son frère, mais celui-ci, jaloux du talent de son neveu, le tue.
Chez les auteurs latins, Perdix est le nom du neveu et non pas celui de la sœur,,,.

## Sources antiques
- Pseudo-Apollodore, Bibliothèque [détail des éditions] [lire en ligne] (III, 15, 9).
- Tzétzès Chiliades (I, vers 492 à 497).